# 択捉郡
- 令制国一覧 > 北海道 (令制) > 千島国 > 択捉郡
- 日本 > 北海道 > 根室振興局 > 択捉郡

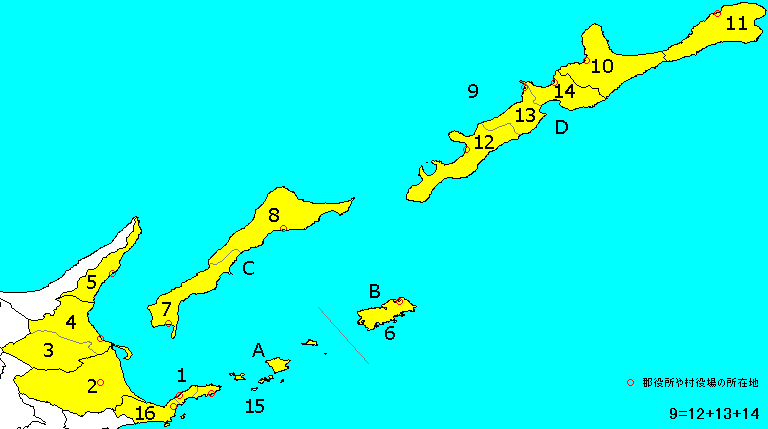
北海道択捉郡の位置（12：発足時 9：留別村）

択捉郡（えとろふぐん）は、北海道（千島国）根室振興局の郡。 
以下の1村を含む。
- 留別村（るべつむら）

当該地域の領有権に関する詳細は千島列島及び北方領土問題の項目を参照のこと。

## 概要
択捉島西南端に位置し、東で振別郡に接していた。中心集落は内保地区で、他に入里節、神居古丹には捕鯨場や製紙工場が建設され人口が増えたが、漁村ばかりの丹根萌村は11世帯60人と寂れている（郡全体では、169世帯885人）。人口はその後、合併により面積が拡大して択捉島最多を数えたのち、他郡とは違い増加傾向を保っている。

## 歴史

### 郡発足までの沿革
江戸時代中期、択捉郡域は宝暦4年（1754年）松前藩によって開かれた国後場所に属し、蝦夷（アイヌ）の人々と交易が行われるようになった。天明6年（1786年）と寛政3年（1791年）には最上徳内が択捉島と得撫島を探検、徳内が初めて択捉島に渡った先は郡内の丹根萌と見られる。寛政10年（1798年）には近藤重蔵が最上徳内を案内役として訪れ丹根萌（タンネモイ）の丘に「大日本恵登呂府」の（裏には寛政十年戊午七月の日付と、同行者十五人の記名）と記した木標を建てている。寛政12年（1800年）には国後場所から分立した択捉場所に属した。寛政12年の人口は、ママイ郷と東岸あわせて200人ほどとなっている。
江戸時代後期、択捉郡域は東蝦夷地に属していた。寛政11年、幕府はロシア帝国を警戒し、択捉場所を分立して天領として南部藩と津軽藩に警固を命じた。文化4年7月（1807年）の露米会社による襲撃事件（文化露寇、フヴォストフ事件）後の文政4年に松前藩領に復したが、安政2年再び天領（仙台藩警固地）とされ、同6年の6藩分領以降、択捉郡域は仙台藩領となっていた。戊辰戦争（箱館戦争）終結直後の1869年、大宝律令の国郡里制を踏襲して択捉郡が置かれた。

### 郡発足以降の沿革
- 明治2年
  - 8月15日（1869年9月20日） - 北海道で国郡里制が施行され、千島国および択捉郡が設置される。開拓使が管轄。
  - 9月17日（1870年10月21日） - 彦根藩の領地となる（北海道の分領支配）。
- 明治3年 - 丹根萌村、内保村が起立。
- 明治4年8月20日（1871年10月4日） - 廃藩置県により再び開拓使の管轄となる。
- 明治9年（1875年）9月 - 従来開拓使において随意定めた大小区画を廃し、新たに全道を30の大区に分ち、大区の下に166の小区を設けた。

- 第26大区
  - 3小区 ： 丹根萌村、内保村

- 明治12年（1879年）7月23日 - 郡区町村編制法の北海道での施行により、行政区画としての択捉郡が発足。
- 明治13年（1880年）7月 - 振別郡外三郡役所（振別択捉紗那蘂取郡役所）の管轄となる。
- 明治15年（1882年）2月8日 - 廃使置県により根室県の管轄となる。
- 明治17年（1884年） - 振別郡振別村に戸長役場を設置[4]。
- 明治18年（1885年）11月 - 紗那郡外三郡役所（紗那振別択捉蘂取郡役所）の管轄となる。
- 明治19年（1886年）
  - 1月26日 - 廃県置庁により北海道庁根室支庁の管轄となる。
  - 2月 - 根室支庁が廃止。
- 明治30年（1897年）11月5日 - 郡役所が廃止され、紗那支庁の管轄となる。
- 明治36年（1903年）12月 - 紗那支庁が廃止され、根室支庁の管轄となる。
- 大正12年（1923年）4月1日 - 北海道二級町村制の施行により、丹根萌村、内保村および振別郡振別村、老門村、紗那郡留別村の区域をもって留別村（二級村）が発足。（1村）
- 昭和18年（1943年）6月1日 - 北海道一・二級町村制が廃止され、北海道で町村制を施行。二級町村は指定町村となる。
- 昭和20年（1945年）9月2日 - 日本政府が降伏文書に調印、同時に一般命令第1号により、ソ連占領下となる。
- 昭和21年（1946年）10月5日 - 指定町村を廃止。
- 昭和22年（1947年）5月3日 - 地方自治法の施行により北海道根室支庁の管轄となる。
- 平成22年（2010年）4月1日 - 根室支庁が廃止され、根室振興局の管轄となる[5]。

## 人口
北海道二級町村制施行前
- 明治26年 - 郡役所統計概表 90人（男55人、女35人）、戸数27[6]
- 大正9年 - 国勢調査 885人（男624人、女261人）、世帯数169[2]

北海道二級町村制施行後
国勢調査の結果のうち、大正14年 - 昭和10年のデータは、昭和10年の国勢調査報告より。
- 大正9年 - 国勢調査 2,224人（男1,456人、女768人）、世帯数459（註：合併後に択捉郡となった範囲を合算）
- 大正14年 - 国勢調査 2,350人
- 昭和5年 - 国勢調査 2,542人
- 昭和10年 - 国勢調査 2,554人（男1,548人、女1,006人）、定住人口2,033人
- 昭和15年 - 国勢調査 2,814人（男1,697人、女1,117人）、世帯数478[8]
- 昭和20年 - 2,258人、世帯数424 [9]